# University of Chicago Press
De University of Chicago Press is de grootste en een van de oudste universiteitspersen (1890) in de Verenigde Staten. Het wordt beheerd door de Universiteit van Chicago en publiceert een breed scala aan academische titels, waaronder The Chicago Manual of Style, talrijke wetenschappelijke tijdschriften en geavanceerde monografieën op academisch gebied.
Een van de quasi-onafhankelijke projecten is de BiblioVault, een digitale opslagplaats voor wetenschappelijke boeken.
Het Press-gebouw bevindt zich net ten zuiden van de Midway Plaisance op de campus van de Universiteit van Chicago.